# Vlindertonijn
De Vlindertonijn (Gasterochisma melampus) is een straalvinnige vis uit de familie van makrelen (Scombridae) en behoort derhalve tot de orde van baarsachtigen (Perciformes). De vis kan een lengte bereiken van 164 cm. Het is een soort behorend tot het geslacht Gasterochisma binnen de onderfamilie Gasterochismatinae.

## Leefomgeving
Gasterochisma melampus is een zoutwatervis. De vis prefereert een subtropisch klimaat.  De diepteverspreiding is 0 tot 200 m onder het wateroppervlak.

## Relatie tot de mens
Gasterochisma melampus is voor de visserij van beperkt commercieel belang. In de hengelsport wordt er weinig op de vis gejaagd.